# Parafia Najświętszego Serca Pana Jezusa w Przypkach
Parafia pw. Najświętszego Serca Pana Jezusa w Przypkach – parafia rzymskokatolicka należąca do dekanatu tarczyńskiego, archidiecezji warszawskiej, metropolii warszawskiej Kościoła katolickiego.

## Historia
Powstanie parafii wiąże się z inicjatywą działkowców w sprawie możliwości sprawowania nabożeństw w niedzielę i uroczystości kościelne. Rozmowy w tym zakresie rozpoczęto w 1989 z parafią św. Mikołaja w Tarczynie. Początkowo nabożeństwa odprawiano pod gołym niebem, potem na werandzie świetlicy działkowej. W 1994 kardynał Józef Glemp erygował parafię.  
W 2025, w związku z podejrzeniem popełnienia zbrodni zabójstwa, ówczesny proboszcz parafii został odsunięty ze sprawowanego urzędu. Ze względu na powagę przestępstwa, metropolita warszawski zawnioskował do Stolicy Apostolskiej o najwyższy wymiar kary w prawie kanonicznym – wydalenie ze stanu duchownego.
Od 31 lipca 2025 r. administratorem parafii i rektorem Cmentarza Komunalnego Południowego w Antoninowie jest ks. Paweł Sokołowski. 